# Tuffi ai campionati mondiali di nuoto 2024 - Trampolino 3 metri sincro maschile
La competizione dei tuffi dal trampolino 3 metri sincro maschile dei campionati mondiali di nuoto 2024 si è svolta il 4 febbraio 2024 presso il Centro Acquatico Hamad di Doha, in Qatar.
Alla gara hanno preso parte 54 tuffatori provenienti da 27 nazioni.
La competizione è stata vinta dalla coppia cinese composta da Long Daoyi e Wang Zongyuan, che ha preceduto sul podio gli italiani Lorenzo Marsaglia e Giovanni Tocci e gli spagnoli Adrián Abadía e Nicolás García

## Programma
| Data            | Ora   | Turno  |
| --------------- | ----- | ------ |
| 4 febbraio 2023 | 15:32 | Finale |

## Risultati
| Class   | Nazione         | Tuffatori                                  | Punti  |
| ------- | --------------- | ------------------------------------------ | ------ |
| Oro     | Cina            | Long Daoyi Wang Zongyuan                   | 442.41 |
| Argento | Italia          | Lorenzo Marsaglia Giovanni Tocci           | 384.24 |
| Bronzo  | Spagna          | Adrián Abadía Nicolás García               | 383.28 |
| 4       | Messico         | Rodrigo Diego Osmar Olvera                 | 383.19 |
| 5       | Gran Bretagna   | Anthony Harding Jack Laugher               | 376.26 |
| 6       | Ucraina         | Oleh Kolodiy Danylo Konovalov              | 363.12 |
| 7       | Polonia         | Kacper Lesiak Andrzej Rzeszutek            | 362.04 |
| 8       | Corea del Sud   | Yi Jae-gyeong Kim Yeong-taek               | 351.21 |
| 9       | Stati Uniti     | Andrew Capobianco Quentin Henninger        | 351.18 |
| 10      | Svizzera        | Guillaume Dutoit Jonathan Suckow           | 344.37 |
| 11      | Rep. Dominicana | Frandiel Gómez Jonathan Ruvalcaba          | 342.63 |
| 12      | Francia         | Jules Bouyer Alexis Jandard                | 338.85 |
| 13      | Giamaica        | Yohan Eskrick-Parkinson Yona Knight-Wisdom | 337.17 |
| 14      | Malaysia        | Ooi Tze Liang Muhammad Syafiq Puteh        | 333.57 |
| 15      | Croazia         | David Ledinski Matej Neveščanin            | 333.48 |
| 16      | Germania        | Alexander Lube Moritz Wesemann             | 328.62 |
| 17      | Colombia        | Daniel Restrepo Luis Uribe                 | 320.13 |
| 18      | Nuova Zelanda   | Liam Stone Frazer Tavener                  | 319.38 |
| 19      | Brasile         | Luis Moura Rafael Borges                   | 313.71 |
| 20      | Australia       | Sam Fricker Kurtis Mathews                 | 311.61 |
| 21      | Uzbekistan      | Vyacheslav Kachanov Igor Myalin            | 310.62 |
| 22      | Indonesia       | Tri Anggoro Priambodo Adityo Restu Putra   | 288.18 |
| 23      | Austria         | Alexander Hart Nikolaj Schaller            | 275.91 |
| 24      | Lituania        | Sebastian Konecki Martynas Lisauskas       | 247.35 |
| 25      | Kazakistan      | Nazar Kozhanov Kirill Novikov              | 232.29 |
| 26      | Hong Kong       | Robben Yiu Curtis Yuen                     | 208.41 |
| 27      | Macao           | He Heung Wing Zhang Hoi                    | 202.53 |